# Eduard Prugovečki
Eduard Prugovečki (* 19. März 1937 in Craiova, Rumänien; † 13. Oktober 2003 in Mexiko) war ein kanadischer Physiker und Mathematiker kroatisch-rumänischer Abstammung.
Prugovečki wurde 1937 als Sohn von Helena (geborene Piatkowski) und Slavoljub in Craiova geboren. 1951 musste die Familie aufgrund von antijugoslawischen Strömungen im kommunistischen Rumänien nach Zagreb ziehen, wo Prugovečki die Schule abschloss und ein Physikstudium an der Universität Zagreb begann. Nachdem er 1959 sein Diplom erhalten hatte, arbeitete er als Forschungsassistent im Fachbereich Theoretische Physik am Rugjer Bošković-Institut in Zagreb.
1961 ging Prugovečki als Bester seines Jahrganges an die Princeton University, wo er unter dem theoretischen Physiker Arthur Wightman sein Doktorat begann, welches er 1964 als Ph.D. abschloss. 1965 zog er nach Kanada, wo er zuerst zwei Jahre als Postdoc am Institut für theoretische Physik in Edmonton, Alberta und anschließend ein Jahr als Dozent an der Universität von Alberta arbeitete.
Er unterrichtete Physik an der Universität Toronto von 1967 bis 1997. 1974 verbrachte er ein Jahr als Gastprofessor am Centre national de la recherche scientifique in Marseille.
1998 ging Prugovečki in den Ruhestand, den er zuerst in Honey Harbour, Ontario und anschließend am Chapalasee in Mexiko verbrachte, wo er 2003 66-jährig starb.
Eduard Prugovečki verfasste mehrere Lehrbücher. Insbesondere ist sein Buch Quantum Mechanics in Hilbert Space, welches eine mathematisch relativ fundierte Einführung in die abstrakte Quantenmechanik liefert, weit verbreitet.

## Werke
- Quantum Mechanics in Hilbert Space, Academic Press 1971, ISBN 0125660502
- Stochastic Quantum Mechanics and Quantum Spacetime, Kluwer 1984, ISBN 902771617X
- Quantum Geometry, Kluwer 1992
- Principles of Quantum General Relativity, World Scientific 1995, ISBN 981022138X